# King Dome
Der King Dome ist ein 1350 m hoher Eisdom an der Zumberge-Küste des westantarktischen Ellsworthlands. Er ragt rund 50 km westlich der Haag-Nunatakker auf der Westseite des Fowler Ice Rise auf.
Das UK Antarctic Place-Names Committee benannte ihn 2020 nach dem britischen Geophysiker Edward King (* 1954), der ab 1986 für den British Antarctic Survey an seismischen Untersuchungen zur Beschaffenheit des antarktischen Kontinents und des ihn umgebenden Meeresbodens beteiligt war.